# Dennis Javelin
Dennis Javelin — туристический автобус производства Dennis Specialist Vehicles, предназначенный для эксплуатации в странах с левосторонним движением.

## История
Производство автобуса Dennis Javelin стартовало в 1986 году на шасси Volvo B10M. Автобус производился более успешно, чем Dennis Falcon, Dennis Lancet и Dennis Dorchester. В 1996 году автобусы на шасси Dennis Javelin поставлялись в Австралию и Новую Зеландию. До 2005 года автобус Dennis Javelin производился на заводе Dennis Specialist Vehicles, с 2005 по 2010 год автобус производился на заводе Alexander Dennis.

## Особенности
За всю историю производства автобус Dennis Javelin оснащался дизельным двигателем внутреннего сгорания Cummins. Кузов взят от шведской модели Volvo B10M.